# 1514
Cette page concerne l'année 1514  du calendrier julien. Pour l'année 1514 av. J.-C., voir 1514 av. J.-C.
L'année 1514 est une année commune qui commence un dimanche.

## Événements
- 24 février : arrivée au Portugal de l’ambassadeur arménien Mateus, mandé par le Négus d'Éthiopie. Il rencontre le roi Manuel[1].

- 9 juin, Inde : prise du fort de Udayagiri, assiégé depuis janvier 1513[2], par Krishna Deva, roi du Vijayanagar, qui attaque l'Orissa (fin en 1516).
- 28 juin : fondation de Santiago de Cuba[3]. Les conquistadors espagnols commandés par Diego Velázquez de Cuéllar achèvent la conquête de Cuba.
- 15 août, Hispaniola : le missionnaire espagnol Bartolomé de Las Casas renonce à l'encomienda, puis rentre en Espagne où il lutte pour une amélioration de la condition des indiens d'Amérique[4].
- 23 août : les Turcs ottomans du sultan Sélim Ier, grâce à leur artillerie lourde, défont l'armée perse séfévide à la bataille de Tchaldiran[5]. Chah Ismaïl perd la Mésopotamie et l’Anatolie. Les Ottomans occupent temporairement Tabriz puis se retirent le 13 septembre. Sélim massacre les chiites et annexe l’émirat de Dhu’l-Qadr (1515), puis les pays sunnites (Kurdistan, Haute Mésopotamie, Cilicie, Syrie, Palestine)[6]. Les Séfévides, bloqués à l'ouest, se tournent vers l'Iran et font de Hérat leur seconde capitale après Tabriz.

- Août : échec d'une nouvelle tentative de Baba ‘Arudj, l’aîné des Barberousse contre Bougie. Il s’installe à Djidjelli[7].
- Septembre : début du règne de Saïd, khan Djaghataïde, au Mogholistan en Asie centrale (fin en 1533)[8]. Saïd et Mansur, khans du Djaghataï lancent des expéditions contre la Chine à Dunhuang et au Gansu.
- 27 septembre et 19 octobre : Ponce de León reçoit du roi d'Espagne le titre d’adelentado lui assurant le fruit de ses futures conquêtes en Floride[9].

- Premiers navires portugais en Chine. Ils atteignent l’île de Tunmen, près de Canton[10]. Les Chinois ne leur permettent pas de débarquer sur le continent, mais moyennant paiement des droits, les autorisent à acheter soies, damas, muscs, perles et porcelaines. Une seconde expédition, conduite par Perestrello en 1515[11], réussit à vendre du poivre aux Chinois contre leurs produits.

- Fondation du royaume d'Aceh dans le nord de l'île indonésienne de Sumatra[12].

### Europe
- 29 mars : l’exégète Johannes Reuchlin, défenseur de la Kabbale et du Talmud (dans l’Augenspiegel, publié en 1511), est acquitté par l'évêque de Spire à l'issue d'un procès inquisitorial intenté par les dominicains[13].
- 6 avril : ordonnance de Louis XII pour l’émission de testons d’argent à l’effigie royale pour financer les guerres d'Italie[14].
- 9 avril, Hongrie : l’archevêque d’Esztergom Tamás Bakócz prêche la croisade contre les Ottomans ; un camp militaire est organisé à Pest par un capitaine des confins, Gyögy Székety, dit Dozsa, dans lequel affluent 40 000 paysans de tout le pays. Les barons, inquiets de ce rassemblement de gens armés, font interdire la croisade (23 mai)[15].

- 18 mai : mariage de Claude de France et de François de Valois[16].

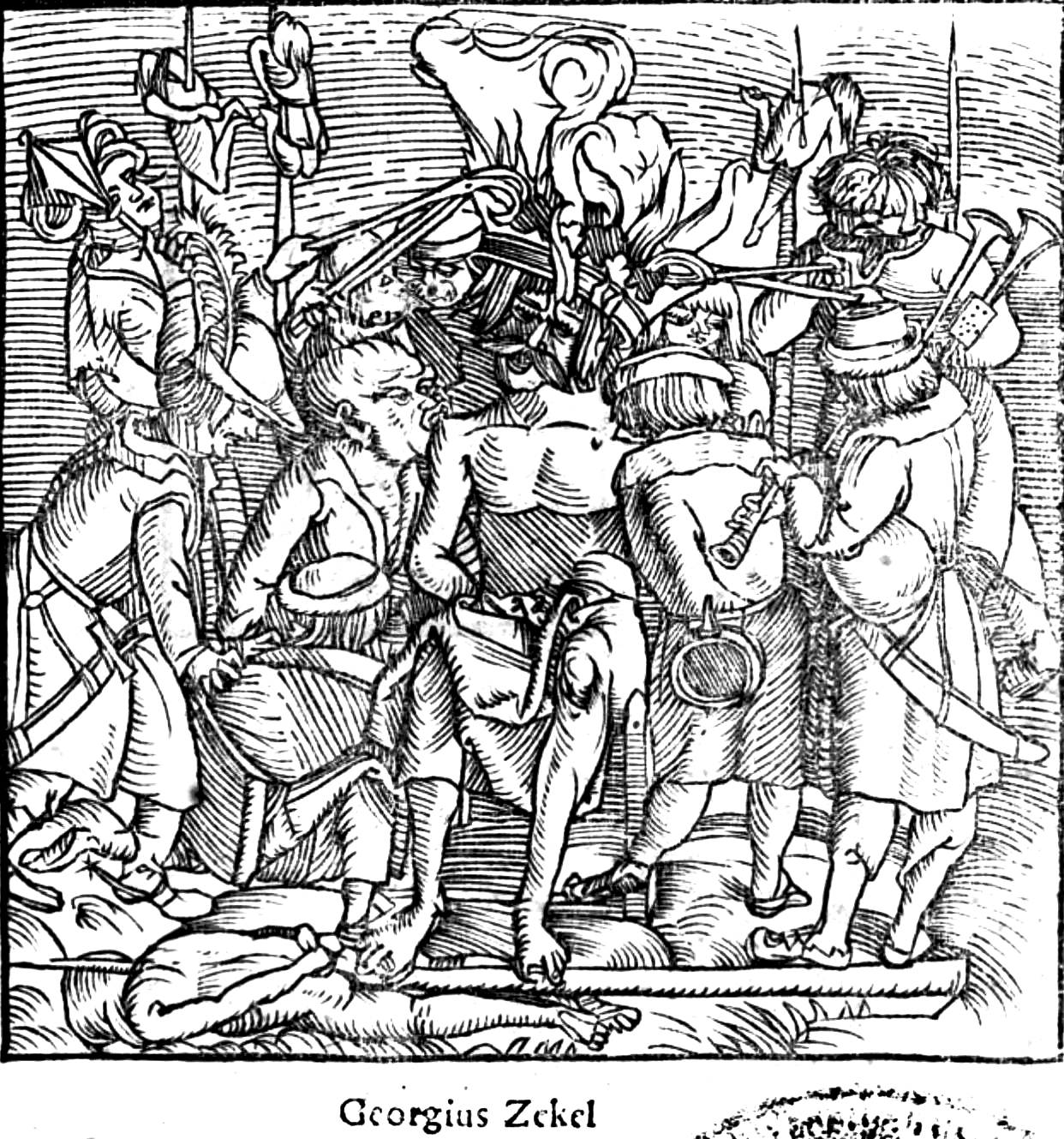
24 juillet : exécution de György Dózsa

- Mai-juin : grande jacquerie conduite par György Dózsa en Hongrie, provoquée par l’augmentation des redevances seigneuriales pour payer les dépenses militaires. L’armée de paysans réunie en avril se révolte, s’empare des châteaux forts et met à mort les nobles. La Transylvanie et la région du Sud-est s’embrasent[15].

- 13 juin : lancement du Great Henry, navire de guerre équipé de 21 pièces d’artillerie de bronze et de 130 pièces de fer, construit sur l’ordre d’Henri VIII d'Angleterre[17].

- 2-3 juillet : insurrection urbaine à Agen contre la levée de nouveaux impôts par les consuls de la ville[18].
- 15 juillet, Hongrie : Jean Zapolyai et le comte de Temes Báthory écrasent l’armée des révoltés devant Temesvar[2]. La répression est terrible. Dozsa est supplicié et des milliers de paysans sont pendus (octobre).

- 6 août : Vassili III de Russie enlève Smolensk au grand-duc de Lituanie. Sigismond Ier de Pologne réussit à contenir les Moscovites à Orcha malgré la perte de Smolensk[19].
- 7 août : traité de paix et d'alliance entre la France et l'Angleterre signé à Tournai. Louis XII doit abandonner ses conquêtes et épouse Marie Tudor, sœur d’Henri VIII[20].
- 18 août : Albert de Hohenzollern devient archevêque-électeur de Mayence[21]. Il doit payer des redevances aux papes pour son entrée en fonction (annates) et pour l’autorisation de conserver trois sièges épiscopaux en cumul. Le pape l’autorise à prélever une partie des fonds recueillis par les indulgences dans les trois évêchés (Magdebourg, Halberstadt et Mayence) pour payer les droits dus à Rome. En 1515, la vente d’indulgence commence avec succès.
- 26 août : capitulation du fort de La Lanterne à Gênes tenu par les Français[22].

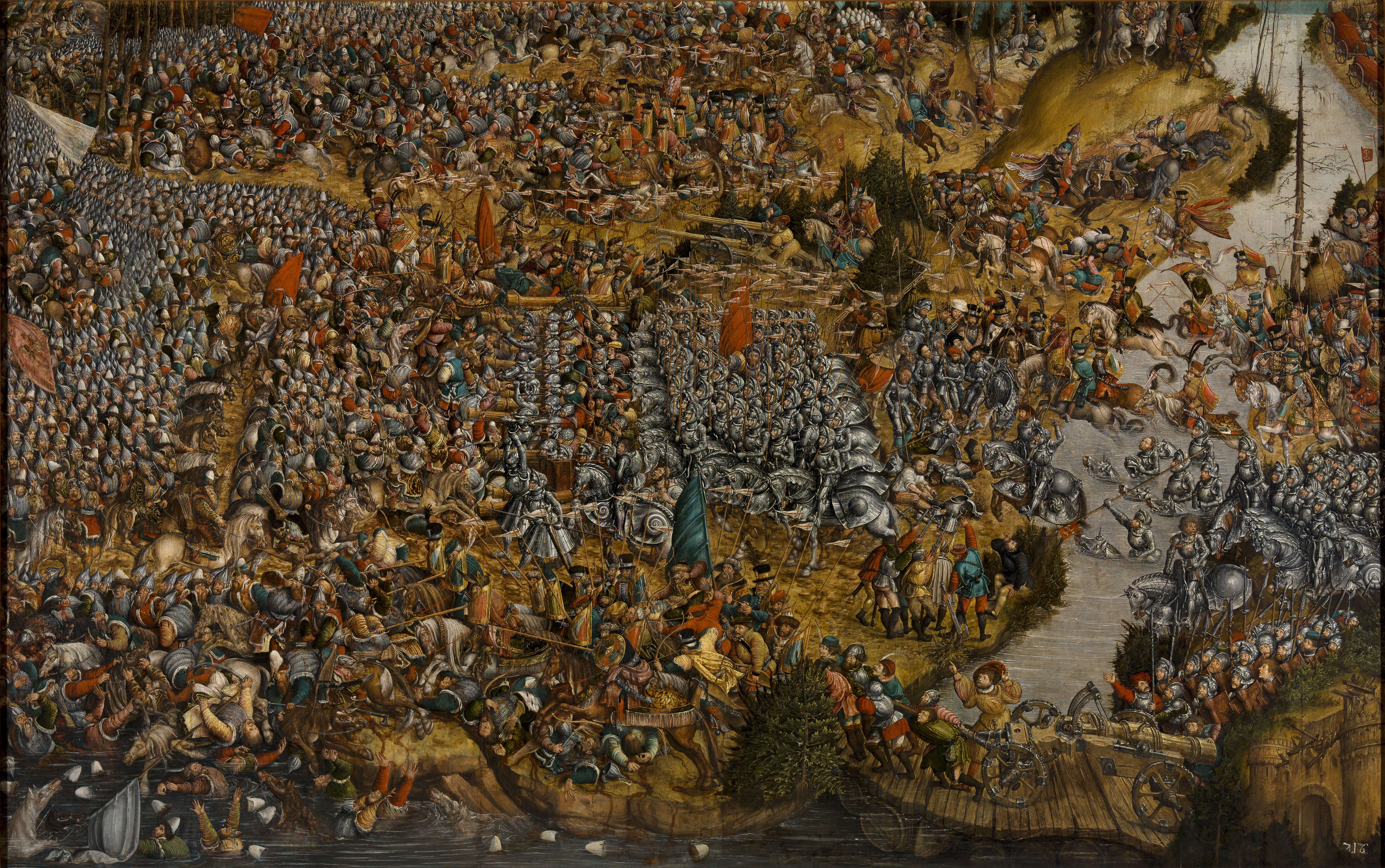
8 septembre : bataille d'Orcha.

- 8 septembre : défaite de la Russie à la bataille d'Orcha[19].
- 9 octobre, Abbeville : mariage du roi Louis XII et de Marie Tudor (18 ans)[23].
- 18 octobre : ouverture de la diète de Hongrie. Sous l’influence du juriste István Werbőczy (en), porte-parole de la noblesse, la Diète du royaume vote une loi qui attache le paysan à la glèbe et impose un jour de corvée par semaine[24]. Les nobles finiront par obtenir la dissolution de l’armée permanente, instrument d’absolutisme, pour imposer le retour au système de la levée de l’ost. La Hongrie a une moindre résistance face aux Turcs.

- Les Cagots de Navarre s'adressent au Pape Léon X, se plaignant de discriminations dans les églises[25].

## Naissances en 1514
- 27 janvier : Bernardino Maffei, cardinal italien († 16 juillet 1553).

- 8 février : Daniel Barbaro, noble vénitien, ambassadeur du Saint-Siège en Angleterre, écrivain, traducteur et diplomate († 13 avril 1570).
- 15 février : Georg Joachim Rheticus, astronome et mathématicien autrichien († 4 décembre 1574).
- 22 février :
  - Johannes Gigas, théologien et poète religieux allemand († 12 juillet 1581).
  - Tahmasp Ier, fils du chah Ismaïl Ier, deuxième chah de la dynastie des séfévides († 14 mai 1576).
- 25 février : Othon Truchsess de Waldbourg, théologien catholique allemand, évêque d'Augsbourg et cardinal-évêque de Palestrina († 2 avril 1573).

- 8 mars : Amago Haruhisa, puissant seigneur de guerre de la région de Chūgoku au Japon († 9 janvier 1561).
- 23 mars : Lorenzino de Médicis, homme politique, écrivain et dramaturge appartenant à la famille florentine des Médicis († 26 février 1548).

- 2 avril : Guidobaldo II della Rovere, fils de François Marie Ier della Rovere et d'Éléonore Gonzague, fut duc d'Urbino en 1538 († 28 septembre 1574).
- 15 avril : François de Beaucaire de Péguillon, évêque de Metz († 14 février 1591).

- 19 juillet : Michael Toxites, médecin, alchimiste et poète du Saint-Empire romain germanique († 1581).
- 28 juillet : Maximilien II de Bourgogne, marquis de Veere et seigneur de Beveren, était un noble des Pays-Bas au service des Habsbourg († 4 juin 1558).

- 29 août : García Álvarez de Tolède, officier militaire et homme politique espagnol († 31 mai 1577).

- 12 septembre : Philippe de Mecklembourg, prince de la maison  ducale de Mecklembourg-Schwerin († 4 janvier 1557).
- 20 septembre : Philippe IV de Hanau-Lichtenberg, Comte de Hanau-Lichtenberg († 19 février 1590).

- 31 octobre : Wolfgang Lazius, érudit humaniste autrichien († 19 juin 1565).

- 30 novembre : Andreas Masius, prêtre catholique, précurseur des études syriaques en Occident († 7 avril 1573).

- 31 décembre : André Vésale, anatomiste belge, inventeur des planches anatomiques († 15 octobre 1564).

- Date précise inconnue :
  - Andō Kiyosue, daimyo de l'époque Sengoku († 18 septembre 1553).
  - Guy Ier Chabot, gentilhomme français, deuxième baron de Jarnac, seigneur de Montlieu, Saint-Gelais, Saint-Aulaye, et autres lieux († 6 août 1584).
  - Alessandro Crivelli, cardinal italien († 22 décembre 1574).
  - Isabelle de Bragance, fille de Jacques Ier de Bragance et d'Éleonore de Mendoza († 16 septembre 1576).
  - Cornelis Floris de Vriendt, architecte et sculpteur de la Renaissance flamande († 20 octobre 1575).
  - George Gordon, noble écossais catholique, 4e comte de Huntly († 28 octobre 1562).
  - Hosokawa Ujitsuna, commandant militaire japonais et vice shogun du clan Hosokawa († 4 janvier 1564).
  - Everard Mercurian, Supérieur Général de la Compagnie de Jésus († 1er août 1580).
  - Cristóbal de Mondragón, militaire espagnol, Colonel des tercios des Flandres († 4 janvier 1596).
  - Philippe Charles II de Lannoy, chef militaire italien de l'armée espagnole († 1553).
  - Jean Placotomus, médecin allemand († mai 1577).
  - Shimazu Takahisa, daimyo de la période Sengoku († 15 juillet 1571).
  - Ippolito Salviani, médecin, zoologiste et botaniste italien († 1572).
  - Guglielmo Sirleto, cardinal italien († 6 octobre 1585).
  - Virgil Solis, illustrateur et graveur allemand († 1er août 1562).
  - Antonio Trivulzio, iuniore, cardinal italien († 25 juin 1559).
  - Agustín de Zárate, historien espagnol († 1560).

## Décès en 1514
- 9 janvier : la duchesse Anne de Bretagne, reine de France, épouse de Charles VIII et de Louis XII  (° 25 janvier 1477 ou 26 janvier 1477).

- 11 avril : Donato di Pascuccio di Antonio dit Bramante, architecte et peintre italien (° 1444).

- 14 décembre : Le cardinal Guillaume Briçonnet, conseiller de Charles VIII de France (° 1445).

- Vers 1514 :
- Francisco de Osona, peintre espagnol  (° vers 1465).